# Vương cung thánh đường nhỏ Đức Mẹ La Salette ở Dębowiec
Vương cung thánh đường nhỏ Đức Mẹ La Salette ở Dębowiec là một đền thờ Công giáo nằm ở phía đông nam của Ba Lan, được thành lập bởi những người truyền giáo La Salette vào năm 1910 trên mảnh đất được mua từ Hội đồng thành phố Dębowiec vào ngày 7 tháng 6 năm 1910.

## Lịch sử
Từ năm 1910 đến 1911, chủng viện được xây dựng và vào ngày 18 tháng 10 năm 1911, các học sinh từ chủng viện ở Puźniki (địa điểm đầu tiên của La Salettes ở Ba Lan, hiện là một ngôi làng bị bỏ hoang ở Ukraine) đã được chuyển đến Dębowiec. Vào ngày 15 tháng 9 năm 1912, các nhà truyền giáo đã khai trương và mở cửa nhà thờ đầu tiên, nơi nhanh chóng trở thành trung tâm thờ phượng Đức Mẹ La Salette ở Ba Lan. Từ lúc đó, ngôi đền và tu viện ở Dębowiec trở thành nhà thờ mẹ cho những người truyền giáo La Salette ở Ba Lan  Các buổi cầu nguyện vinh danh Đức Mẹ La Salette được bắt đầu vào tháng 9 năm 1923 và đến năm 2017, hiện vẫn đang được tổ chức. Người khởi xướng các buổi lễ cầu nguyện là Fr. Andrew Skibinski MS 
Năm 1936, những người truyền giáo bắt đầu xây dựng một nhà thờ mới. Việc xây dựng mất hai năm, nhưng ngôi đền không được mở cửa cho đến năm 1941. Các nhà truyền giáo đã thỉnh cầu cho nhà thờ của họ được nâng lên cấp bậc của Vương cung thánh đường năm 2005. Sắc lệnh của Tòa Thánh được ký ngày 22 tháng 8 năm 2011  Đền thờ đã được nâng lên vào ngày 20 tháng 5 năm 2012 sau lễ kỷ niệm ba ngày.
Sau khi được Thánh lễ, Thị trưởng Dębowiec, Zbigniew Staniszewski, nói: 
|  | "Dù tôi ở đâu - ở Ba Lan hay nước ngoài, tôi chắc chắn sẽ gặp những người biết về Đền La Salette của chúng tôi. Bây giờ, với sự nâng cao của Giáo hội lên thành một Vương cung thánh đường nhỏ, La Salette và thị trấn của chúng ta sẽ còn được biết đến nhiều hơn nữa! ". |

#### Calvary
Ba bộ hình tượng tượng trưng cho sự mặc khải của Đức Mẹ La Salette được xây dựng vào năm 1929. Chúng nằm trên một ngọn đồi nhỏ cạnh nhà thờ. Một số bức tượng đã bị hư hại trong Thế chiến II và có những vết đạn có thể nhìn thấy trong đó.

#### Sứ giả của Đức Mẹ La Salette
Năm 1921, để kỷ niệm 75 năm ngày mặc khải tại La Salette, các nhà truyền giáo bắt đầu phát hành một tạp chí hai tháng một lần có tựa đề "Sứ giả của Đức Mẹ La Salette". Vị trí biên tập viên được trao cho linh mục M. Kolbuch, MS đầu tiên của Ba Lan 